# Colin Greening
Colin Peter Greening (né le 9 mars 1986 à Saint-Jean de Terre-Neuve) est un joueur professionnel canadien de hockey sur glace.

## Carrière
Tout en jouant pour l'Upper Canada College, Greening a été sélectionné par les Sénateurs d'Ottawa dans le septième tour (204e au total) du repêchage de 2005. Greening a disputé quatre saisons complètes à l'Université Cornell, sans manquer un seul match, servant comme capitaine dans son année junior et senior et étant sélectionné pour adhérer à la société Quill and Dagger (en). Il a été le premier étudiant en deuxième année à servir en tant que capitaine adjoint sous la houlette de Mike Schafer. À Cornell, Greening a joué sur une ligne avec un autre futur attaquant de la LNH, Riley Nash.
Après avoir été diplômé de l'Université Cornell en 2010, Greening a rejoint les Senators de Binghamton de la Ligue américaine de hockey (LAH), la filiale des Sénateurs d'Ottawa. Il a fait ses débuts dans la LNH en le 1er février 2011, dans un match à Newark (New Jersey) contre les Devils du New Jersey. Le 3 mars 2011, Greening a marqué son premier but dans la Ligue nationale de hockey contre les Thrashers d'Atlanta, dans une victoire de 3-1 d'Ottawa. Le 19 mai 2011, Greening a été signé pour un contrat à sens unique de 3 ans par les Sénateurs d'Ottawa qui lui versera 700 000 dollars en 2011-2012, 800 000 $ en 2012-2013 et 950 000 $ en 2013-2014.
Le 12 janvier 2012, Greening a été sélectionné pour participer au NHL YoungStars Game qui coïncidait avec le 59e Match des étoiles de la Ligue nationale de hockey à Ottawa. Il a terminé sa saison recrue avec 17 buts et 37 points en jouant dans les 82 d'Ottawa de jeux.
Pendant la grève de la LNH en 2012, Greening a passé du temps avec le AaB Ishockey du Championnat du Danemark de hockey sur glace.
Le 1er juillet 2017, il signe un contrat d'un an avec les Maple Leafs de Toronto en tant qu'agent libre.

## Statistiques
| Saison     | Équipe                 | Ligue          |     | Saison régulière | Saison régulière | Saison régulière | Saison régulière | Saison régulière |   | Séries éliminatoires | Séries éliminatoires | Séries éliminatoires | Séries éliminatoires | Séries éliminatoires |
| Saison     | Équipe                 | Ligue          | PJ  | B                | A                | Pts              | Pun              | PJ               | B | A                    | Pts                  | Pun                  |                      |                      |
| 2005-2006  | Clippers de Nanaimo    | LHCB           | 56  | 27               | 35               | 62               | 46               | 5                | 3 | 0                    | 3                    | 2                    |                      |                      |
| 2006-2007  | Big Red de Cornell     | NCAA           | 31  | 11               | 8                | 19               | 26               | -                | - | -                    | -                    | -                    |                      |                      |
| 2007-2008  | Big Red de Cornell     | NCAA           | 36  | 14               | 19               | 33               | 41               | -                | - | -                    | -                    | -                    |                      |                      |
| 2008-2009  | Big Red de Cornell     | NCAA           | 36  | 15               | 16               | 31               | 28               | -                | - | -                    | -                    | -                    |                      |                      |
| 2009-2010  | Big Red de Cornell     | NCAA           | 34  | 15               | 20               | 35               | 31               | -                | - | -                    | -                    | -                    |                      |                      |
| 2010-2011  | Senators de Binghamton | LAH            | 59  | 15               | 25               | 40               | 41               | 23               | 1 | 4                    | 5                    | 13                   |                      |                      |
| 2010-2011  | Sénateurs d'Ottawa     | LNH            | 24  | 6                | 7                | 13               | 10               | -                | - | -                    | -                    | -                    |                      |                      |
| 2011-2012  | Sénateurs d'Ottawa     | LNH            | 82  | 17               | 20               | 37               | 46               | 7                | 0 | 1                    | 1                    | 0                    |                      |                      |
| 2012-2013  | AaB Ishockey           | AL-Bank ligaen | 17  | 13               | 12               | 25               | 12               | -                | - | -                    | -                    | -                    |                      |                      |
| 2012-2013  | Sénateurs d'Ottawa     | LNH            | 47  | 8                | 11               | 19               | 11               | 10               | 3 | 1                    | 4                    | 2                    |                      |                      |
| 2013-2014  | Sénateurs d'Ottawa     | LNH            | 76  | 6                | 11               | 17               | 41               | -                | - | -                    | -                    | -                    |                      |                      |
| 2014-2015  | Sénateurs d'Ottawa     | LNH            | 26  | 1                | 0                | 1                | 29               | -                | - | -                    | -                    | -                    |                      |                      |
| 2014-2015  | Senators de Binghamton | LAH            | 12  | 5                | 2                | 7                | 13               | -                | - | -                    | -                    | -                    |                      |                      |
| 2015-2016  | Senators de Binghamton | LAH            | 41  | 7                | 6                | 13               | 52               | -                | - | -                    | -                    | -                    |                      |                      |
| 2015-2016  | Sénateurs d'Ottawa     | LNH            | 1   | 0                | 0                | 0                | 0                | -                | - | -                    | -                    | -                    |                      |                      |
| 2015-2016  | Maple Leafs de Toronto | LNH            | 30  | 7                | 8                | 15               | 13               | -                | - | -                    | -                    | -                    |                      |                      |
| 2016-2017  | Marlies de Toronto     | LAH            | 69  | 10               | 14               | 24               | 49               | 11               | 2 | 2                    | 4                    | 0                    |                      |                      |
| 2017-2018  | Marlies de Toronto     | LAH            | 73  | 16               | 13               | 29               | 35               | 20               | 4 | 5                    | 9                    | 10                   |                      |                      |
| Totaux LNH | Totaux LNH             | Totaux LNH     | 286 | 45               | 57               | 102              | 150              | 17               | 3 | 2                    | 5                    | 2                    |                      |                      |

## Trophées et distinctions

### Ligue américaine de hockey
- Il remporte la Coupe Calder avec les Senators de Binghamton en 2010-2011
- Il remporte la Coupe Calder avec les Marlies de Toronto en 2017-2018